# Fortitudo (Botticelli)
Fortitudo (lateinisch für Tapferkeit, Mut, Stärke, italienisch Fortezza) ist ein Tempera-Gemälde des italienischen Renaissance-Malers Sandro Botticelli und zeigt die Personifikation einer der Kardinaltugenden. Das Tafelbild ist das erste sicher datierbare Werk des Künstlers und manifestiert den endgültigen Durchbruch Botticellis zu einer eigenen Formensprache.

## Vorgeschichte
Im Juni 1470 erhielt Botticelli seinen ersten durch Dokumente belegten öffentlichen Auftrag. Es handelte sich dabei um zwei von insgesamt sieben Tafelbildern mit Tugenddarstellungen für den Sitzungssaal des Florentiner Handelsgerichts im Palazzo della Mercanzia zwischen der Piazza della Signoria und der Via de’ Gondi. Auftraggeber der sieben Tafeln war ein Kollegium aus sechs Richtern (Sei della Mercanzia) und einem Konsul als Vorsitzendem, die über Streitfälle zwischen Kaufleuten zu richten hatten. Die Wahl des damals noch relativ unbekannten Künstlers könnte durch den Humanisten Giorgio Antonio Vespucci (1434–1514) beeinflusst worden sein, der guten Kontakt zu einem der Kommissionsmitglieder hatte. Von den beiden beauftragten Gemälden führte Botticelli allerdings nur eines aus, die Personifikation der Stärke.
Ursprünglich war für die Darstellung der sieben Tugenden im August 1469 der Maler Piero del Pollaiuolo (1443–1496) allein beauftragt worden. Piero betrieb zusammen mit seinem Bruder Antonio del Pollaiuolo (1431–1498) eine bedeutende und namhafte Werkstatt in Florenz. Die Abbildungen der drei christlichen Tugenden Glaube (fides), Barmherzigkeit (caritas) und Hoffnung (spes) sowie die vier Kardinaltugenden Klugheit (prudentia), Gerechtigkeit (justitia), Stärke (fortitudo) und Mäßigung (temperantia) sollten den oberen Teil einer hölzernen Wandverkleidung im Sitzungssaal des Florentiner Handelsgerichts schmücken.
Nach Vertragsabschluss begann Pollaiuolo zunächst mit der Ausführung der Barmherzigkeit. Doch nach deren Vollendung im Dezember 1469 wurden andere Künstler, darunter angeblich Andrea del Verrocchio (1435–1488), für die Fertigung der übrigen Gemälde ins Gespräch gebracht, bis Pollaiuolo die Aufgabe wieder allein übertragen bekam. Vielleicht weil er die gesetzte Bedingung, zwei Tugenden pro Quartal zu schaffen, nicht erfüllte oder weil seine Arbeit den Auftraggebern nicht zusagte, wurde der Auftrag dann erneut ausgeschrieben. Nach Vermittlung durch Tommaso Soderini, einen der vier Malereibeauftragten und zugleich Konsul am Handelsgericht, übernahm im Juli 1470 der junge Botticelli die Ausführung von zwei Tugenden. Allerdings fertigte er nur die Fortitudo an, da sich Pollaiuolo beschwert hatte. Vermutlich zusammen mit seinem Bruder schuf Pollaiuolo schließlich sechs der Tafelbilder. Botticelli erhielt bereits im August 1470 seine Bezahlung, so dass man von einer gewissen Schnelligkeit bei der Fertigstellung ausgehen kann.

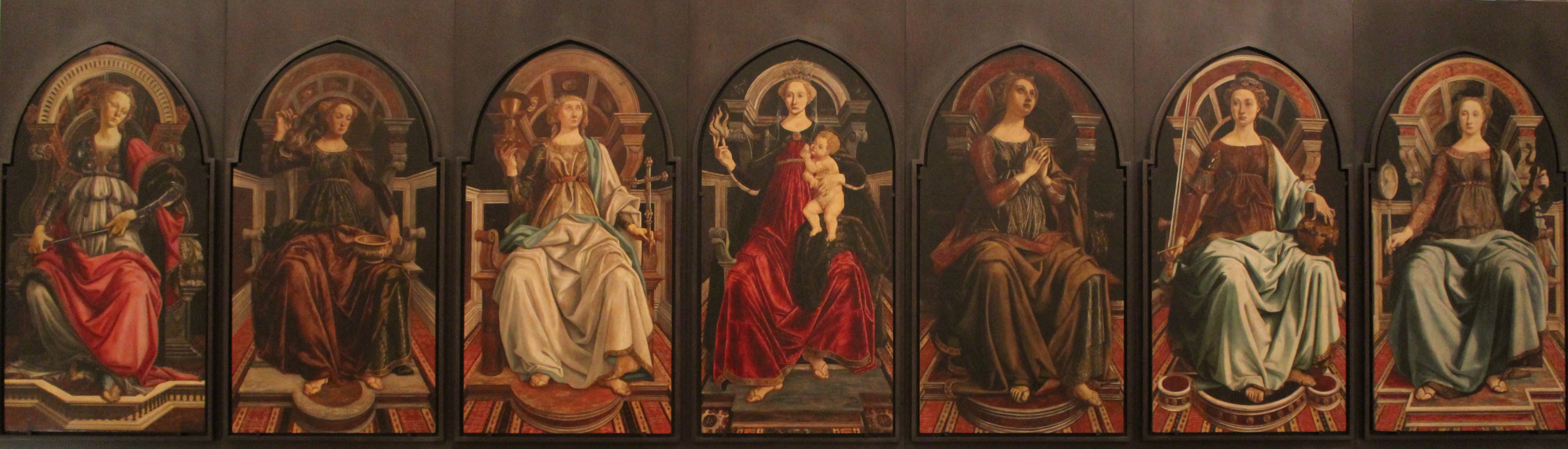
Die sieben Tugenden aus den Uffizien mit der Fortitudo von Botticelli ganz links. Es folgen die Tugenden von Pollaiuolo: Mäßigung, Glaube, Barmherzigkeit, Hoffnung, Gerechtigkeit und Klugheit.

## Bildbeschreibung

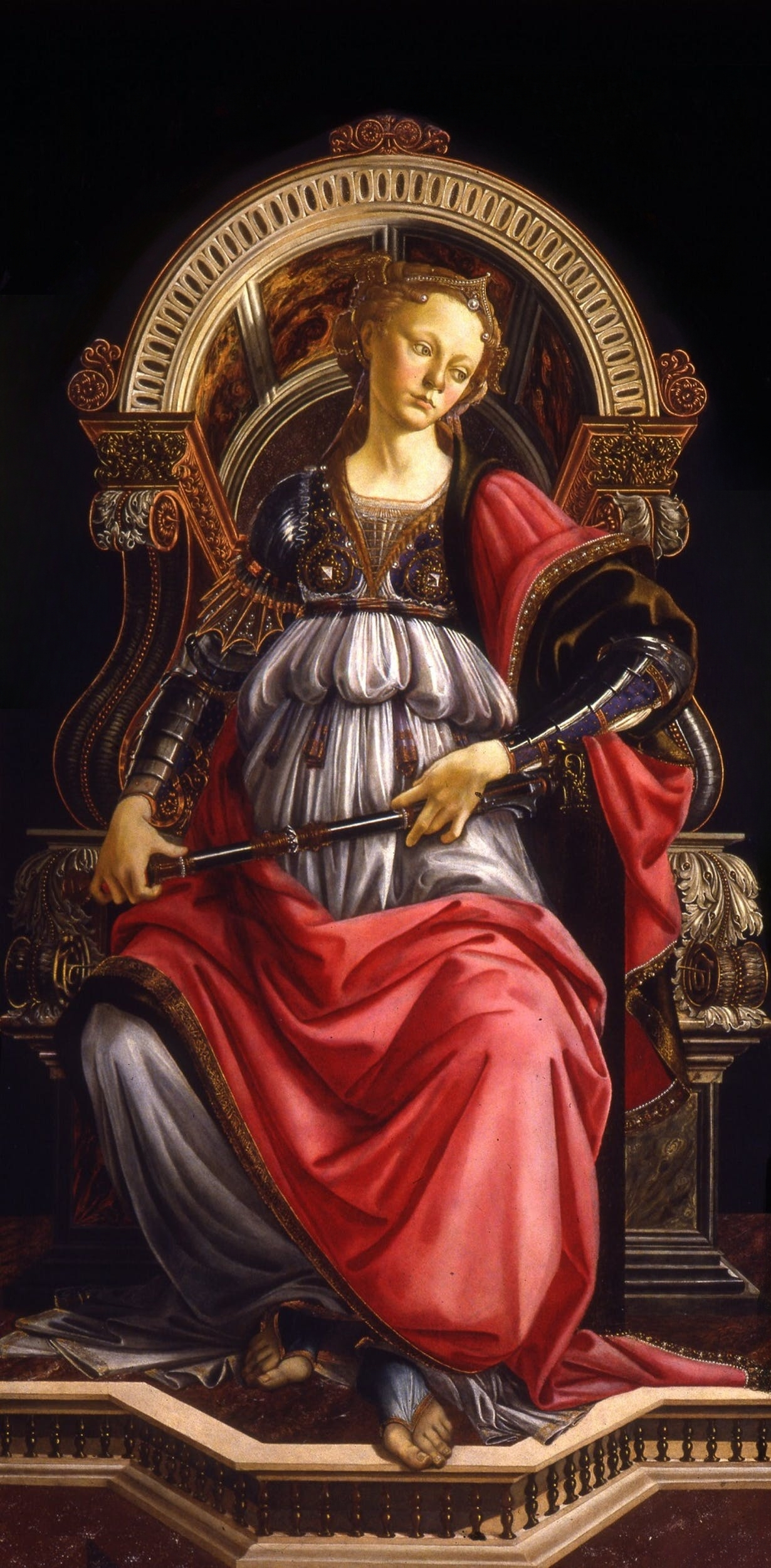
Version aus der Webpräsenz der Uffizien

Botticelli hatte sich an bestimmte Vorgaben bezüglich Form und Maße der Gemälde zu halten. Die Abbildungen sollten nach oben in einem nahezu halbrunden Spitzbogen abschließen. Um eine Einheitlichkeit des Zyklus zu gewährleisten, war auch der Bildaufbau vorgegeben. Die jeweils personifizierte Tugend sollte auf einem Thron mit Podest sitzen und mit den entsprechenden Attributen ausgestattet sein. Der nischenartige Raum dahinter sollte sich zentralperspektivisch verengen und nach oben mit einem Bogen und einer breiten Archivolte abschließen. Im Gegensatz zu den anderen Tafelbildern des Zyklus, die aus Zypressenholz gefertigt wurden, besteht die Tafel der Fortitudo aus Pappelholz, das in der Toskana am häufigsten für die Tafelmalerei verwendet wurde.
Die Fortitudo kann man an einem zepterförmigen Streitkolben erkennen, den die junge Frau in ihren Händen hält. Ganz in den Hintergrund tritt dagegen die unter dem linken Arm kaum noch sichtbare Säule, die als Attribut der Stärke auch in älteren Darstellungen bereits Verwendung gefunden hatte. Stärke vermittelt auch der mit Diamanten besetzte Plattenpanzer der jungen Frau, der sich über den Oberkörper und die Arme erstreckt. Die prachtvolle Ausarbeitung lässt Botticellis Ausbildung als Goldschmied sichtbar werden.
Einige Details nehmen die weitere Entwicklung von Botticellis Malerei vorweg. Der Körper der jungen Frau weist eine langgestreckte und gewundene Silhouette auf und ihr Gesicht besitzt bereits jenen melancholischen Ausdruck, der für Botticellis Frauenfiguren charakteristisch sein wird. Die Haartracht zeichnet sich durch zwei dicht geflochtene Zöpfe aus, die von den Schultern herabhängen und sich über dem Oberkörper miteinander vereinen. Dieses Schema wird Botticelli in späteren Porträts und mythologischen Gemälden wie Venus und Mars wieder aufgreifen. Schließlich konzentriert er sich bereits in diesem Werk auf wenige Farben, hier Weiß, Purpurrot und Blau.
Vielleicht war Botticelli, der erst nachträglich mit dem Auftrag betraut worden war, besonders motiviert und wollte seinen Konkurrenten in Ornament und Kolorit zu übertreffen. Jedenfalls sind die Gewänder der Fortitudo mit einer solchen Eleganz, Mannigfaltigkeit und Pracht entworfen, dass die Kleidung der anderen Figuren im Vergleich dazu schlicht und einfallslos erscheint. Auffällig ist ferner die sattere Farbigkeit in Botticellis Bild. Insgesamt strahlt die Fortitudo in Haltung und Pose eine gelassene Macht und in sich ruhende Sicherheit aus, die nur dieser Tugend eigen ist.
In der räumlichen Disposition und in der figürlichen Dynamik finden sich weitere Unterschiede zu Pollaiuolos Darstellungen. So wirkt der Bildraum bei Botticelli weniger bühnenartig als in den Tafeln von Pollaiuolo, der mit äußerster Akribie den Gesetzen der neu entdeckten Zentralperspektive folgte und daher einen stark nach unten abfallenden Fußboden in Kauf nahm. Zudem versetzte er seine Figuren im Bildraum weiter zurück, so dass sie von den perspektivischen Linien förmlich in den Hintergrund gezogen werden. Diesen Effekt konnte Botticelli vermeiden, indem er den Boden nach vorn hin weniger absenkte und die Fortitudo so dicht an den vorderen Bildrand stellte, dass die Zehen ihres linken Fußes sogar über die Thronstufe hinweg in die Betrachtersphäre übergreifen. Um den halbrunden Thronabschluss der spitzbogigen Rahmenform anzupassen, hat Botticelli an dessen Seiten sowie am oberen Ende akanthusförmige Ornamente eingefügt.

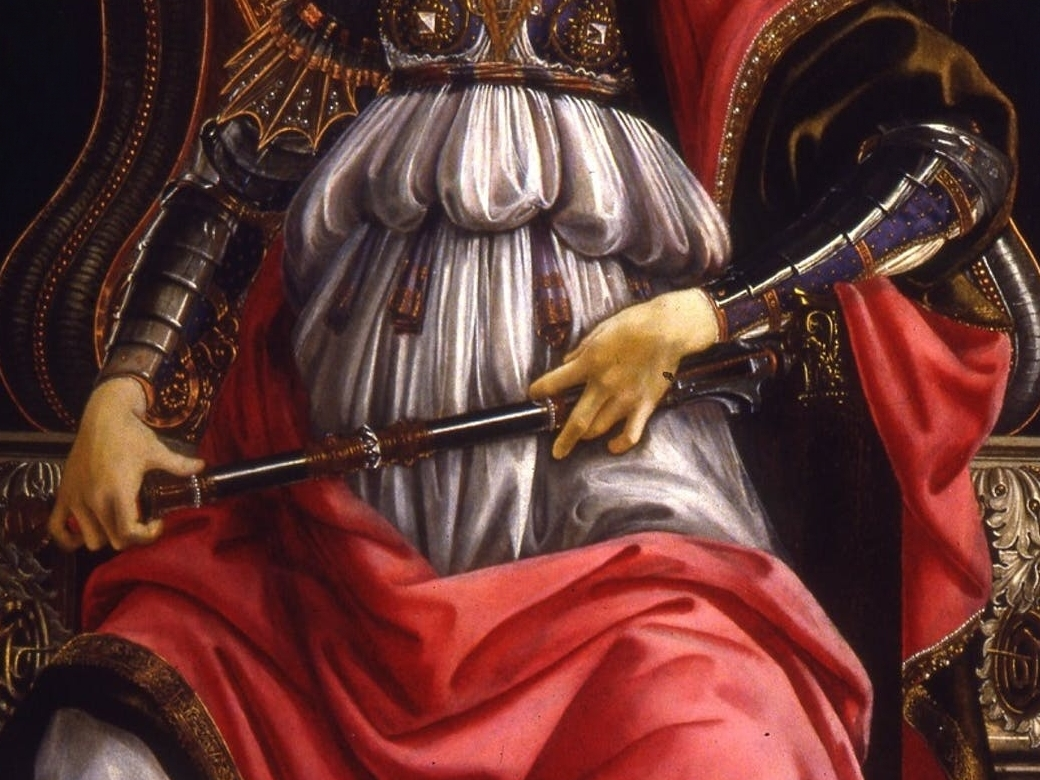
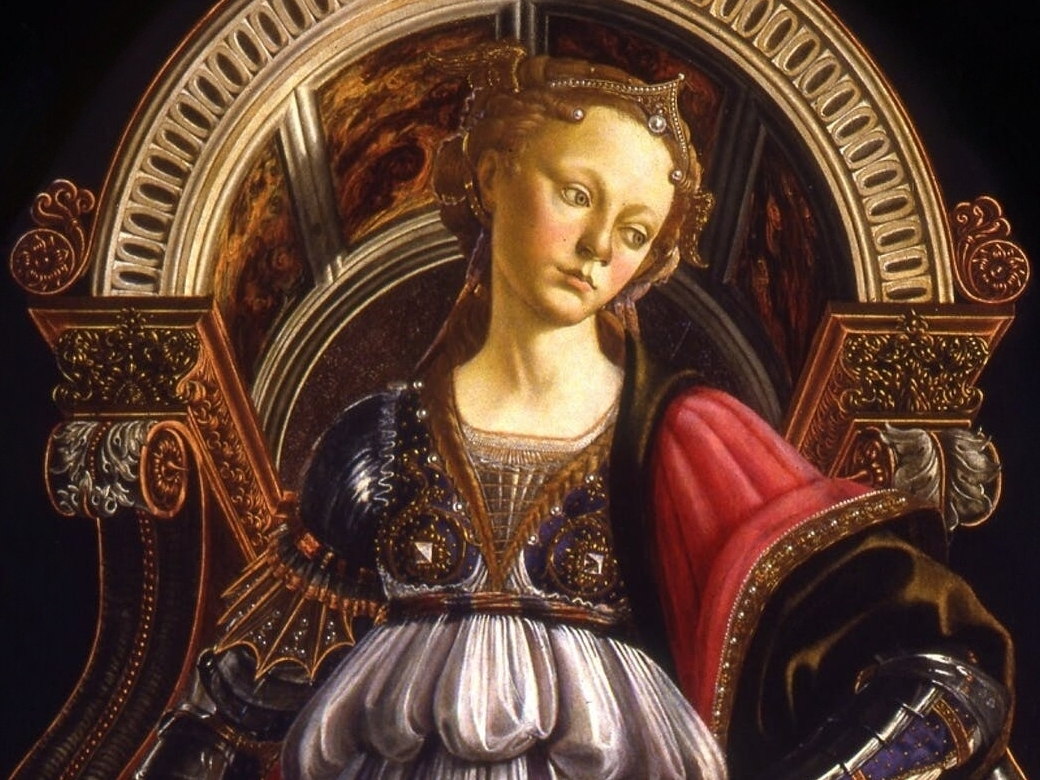
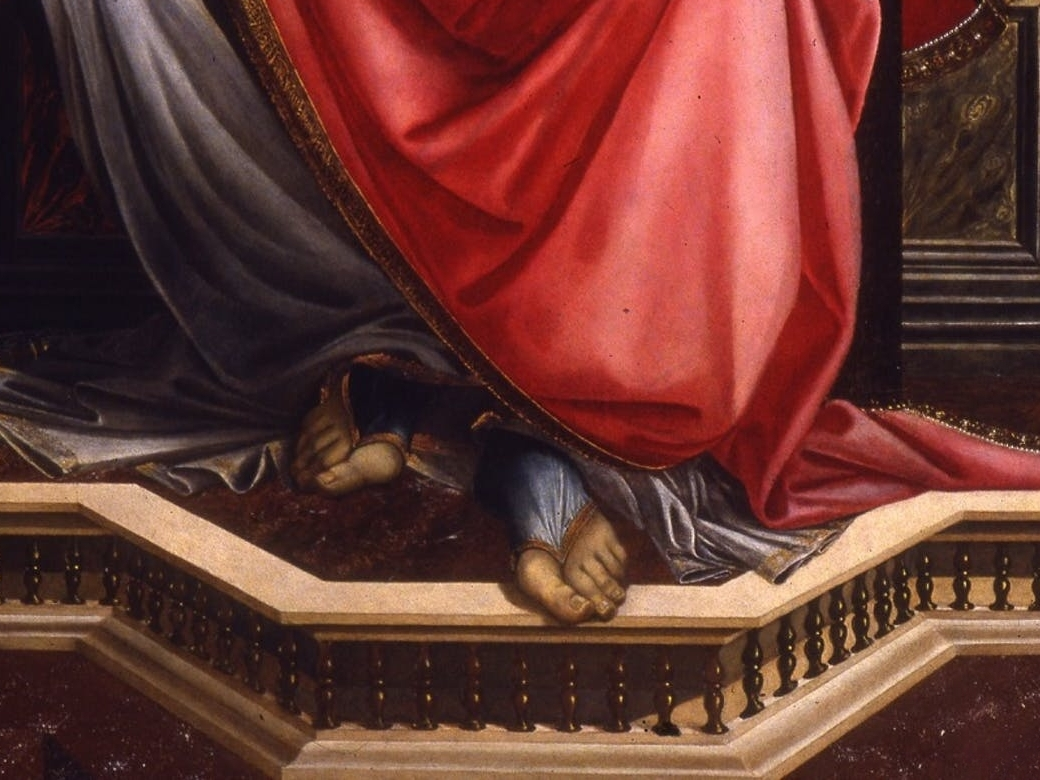

## Hintergrund
Das Bildnis für das Handelsgericht war der erste größere öffentliche Auftrag Botticellis und markierte seinen Durchbruch als Maler, wie man aus der seit etwa 1470 wachsenden Anzahl von Werken schließen kann. Sein Aufstieg zu einem der führenden Florentiner Maler belegen auch die nachfolgenden Aufträge für die Anfertigung von Andachts- und Altarbildern. Indem
Botticelli die Bildfigur in den Vordergrund rückte und zugleich den rückwärtigen Raum im Dunkeln ließ, nahm er damit die Verdrängung der Zentralperspektive vorweg. Tatsächlich verlor die Zentralperspektive im Lauf des 16. Jahrhunderts ihre Bedeutung als dominierendes Gestaltungselement.
Die sieben Tafeln schmückten zunächst den Sitzungssaal des Florentiner Handelsgerichts. Sie waren hinter den sechs Handelsrichtern an der Wand angebracht und sollten die Richter zu einer gerechten Entscheidungsfindung anhalten. Zugleich ermahnten die Abbildungen die vor Gericht erschienenen Parteien zu einem tugendhaften Verhalten und zur Beilegung ihrer Streitigkeiten. Aus diesem Grund sind einige der Tugenden durchaus streitbar dargestellt, unter denen die Fortitudo besonders herausragt. Nach Fertigstellung der Uffizien wurde das Handelsgericht 1527 im Erdgeschoss des neuen Gebäudes untergebracht. Man kann davon ausgehen, dass die Tugendbilder auch hier die Wand eines Saales verzierten. 1770 ordnete der habsburgische Großherzog der Toskana Peter Leopold die Abschaffung der Zünfte und die Gründung einer Handelskammer an. Die Gemälde kamen im Zuge dessen in ein Lagerhaus. Erst 1861 gelangten sie in die Uffizien, wo sie seitdem ausgestellt werden.